# Joe's Palace
Joe's Palace, sin títulos para su distribución en castellano, es un telefilme de la BBC television drama (coproducido, además, por la BBC y HBO) escrito y dirigido por Stephen Poliakoff. Se emitió por primera vez en la BBC One el 4 de noviembre de 2007. Está vinculado, por el personaje de Joe, con el telefilme Capturing Mary, también de Poliakoff, estrenada (en la BBC Two) el 12 de noviembre de 2007.
El drama fue protagonizado, entre otros, por Michael Gambon (habitual en los trabajos de Poliakoff) y Danny Lee Wynter. 
La historia se centra en la relación de Elliot Graham (Gambon), un londinense con mucho dinero, con Joe (Wynter), un joven que cuida de su mansión.

## Elenco (principal)
- Danny Lee Wynter, es Joe.
- Michael Gambon, es Elliot Graham.
- Rupert Penry-Jones, es Richard.
- Kelly Reilly, es Charlotte.
- Rebecca Hall, es Tina.